# NGC 1424
NGC 1424 ist eine Balken-Spiralgalaxie vom Hubble-Typ SBb im Sternbild Eridanus am Südsternhimmel. Sie ist schätzungsweise 250 Millionen Lichtjahre von der Milchstraße entfernt und hat einen Durchmesser von etwa 120.000 Lichtjahren. 

Im selben Himmelsareal befinden sich u. a. die Galaxien NGC 1417, NGC 1418, IC 344, IC 347.
Das Objekt wurde am 8. Dezember 1850 vom irischen Astronomen Bindon Blood Stoney einem Assistenten von William Parsons, entdeckt.